# ザ・ギフト (ザ・ジャムのアルバム)
『ザ・ギフト』（The Gift）は、イギリスのロック・バンド、ザ・ジャムが1982年に発表した6作目のスタジオ・アルバム。バンドは同年12月11日のフェアウェル・コンサートを最後に解散しており、結果的に最後のスタジオ・アルバムとなった。

## 背景
「5時のヒーロー」はポール・ウェラーが自分の父について書いた曲で、肉体労働をしていた父が砂まみれで帰宅していた思い出が反映されている。「悪意という名の街」のタイトルは、ネビル・シュートの小説『A Town Like Alice』の捩りで、歌詞に関してはウェラーが友人から聞いた、イギリスの都市部における失業問題が題材となっているが、ウェラー自身はシュートの小説を読んだことはなかったという。「ザ・ギフト」は、ウェラーが敬愛するスモール・フェイセスの曲「ドント・バースト・マイ・バブル」のリフを引用して作られた曲である。
ウェラーは当時、Ady CroasdellというDJの影響でノーザン・ソウルに傾倒しており、従来のトリオ編成に限界を感じて、ブラス・セクションなどを取り入れるようになった。

## 反響・評価
本作のリリースに先行して、1982年2月に「悪意という名の街」と「プレシャス」が両A面シングルとしてリリースされ、自身3作目の全英1位獲得シングルとなった。続いて本作がリリースされると、1982年3月20日付の全英アルバムチャートで初登場1位となり、バンド唯一の全英1位獲得アルバムとなった。スウェーデンのアルバム・チャートでは5回（10週）トップ50入りし、最高7位を記録して、同国における初のトップ10入りを果たした。
本作からの第2弾シングル「5時のヒーロー」は、イギリス盤は発売されなかったが輸入盤シングルがヒットし、全英8位に達した。
Chris Woodstraはオールミュージックにおいて5点満点中2.5点を付け「ウェラーは明らかにソウルフルであろうとしており、これまでになく良い響きの歌声を披露しているが、残念ながら『ザ・ギフト』は、作風が過剰な上に捨て曲もあり、彼の真の才能を見せるには至らなかった」と評している。

## 収録曲
特記なき楽曲はポール・ウェラー作。
1. ハッピー・トゥゲザー Happy Together – 2:51
2. ゴースツ Ghosts – 2:11
3. プレシャス Precious – 4:13
4. 5時のヒーロー Just Who Is the 5 O'Clock Hero? – 2:15
5. トランス・グローバル・エクスプレス Trans-Global Express – 3:59
6. ラニング・オン・ザ・スポット Running on the Spot – 3:06
7. サーカス Circus (Bruce Foxton) – 2:11
8. ザ・プラナーズ・ドリーム・ゴーズ・ロング The Planner's Dream Goes Wrong – 2:19
9. カーネイション Carnation – 3:28
10. 悪意という名の街 Town Called Malice – 2:55
11. ザ・ギフト The Gift – 3:08

### 2012年デラックス・エディション盤ボーナス・トラック
1. Precious (12")
2. The Great Depression
3. The Bitterest Pill (I Ever Had To Swallow)
4. Pity Poor Alfie / Fever

### 2012年デラックス・エディション盤ボーナス・ディスク
1. Beat Surrender
2. Shopping
3. Move on Up (Curtis Mayfield)
4. Stoned Out of My Mind (Barbara Jean Acklin, Eugene Record)
5. War (Norman Whitfield, Barrett Strong)
6. Pity Poor Alfie (swing version)
7. Skirt (demo)
8. Ghosts (instrumental demo)
9. Just Who is the 5 O'Clock Hero? (demo)
10. The Planner's Dream Goes Wrong (demo)
11. Carnation (instrumental demo)
12. Alfie (demo 2)
13. We've Only Started (old version)
14. Shopping (A.K.A. Paul's Demo)
15. Solid Bond in Your Heart (demo)

## 参加ミュージシャン
- ポール・ウェラー - ボーカル、ギター、キーボード
- ブルース・フォクストン - ベース
- リック・バックラー - ドラムス

アディショナル・ミュージシャン
- ピーター・ウィルソン - キーボード(on #5, #11)
- キース・トーマス - サクソフォーン
- スティーヴ・ニコル - トランペット
- ラス・ヘンダーソン - スティール・ドラム